# Лебедевка (посёлок при железнодорожной станции, Ленинградская область)
Лебедевка (до 1948 — Хонканиеми, фин. Honkaniemi) — посёлок при железнодорожной станции в Гончаровском сельском поселении Выборгского района Ленинградской области.

## Название
Топоним Хонканиеми в переводе с финского означает «Сосновый мыс».
Весной 1948 года пристанционный посёлок Хонканиеми был переименован в посёлок Сосновка, с обоснованием «по природным условиям». Через полгода комиссия по переименованию изменила название на Лебедевка. Последнее образовано от фамилии кавалера Ордена Отечественной войны I степени, командира 12-тонного деревянного катера-дымзавесчика «КМ-905» 10-го дивизиона сторожевых катеров КБФ старшины 1-й статьи Николая Михайловича Лебедева (1922—1944), погибшего при высадке десанта на острове Пийсари (ныне Северный Берёзовый).
Переименование было закреплено указом Президиума ВС РСФСР от 13 января 1949 года.

## История

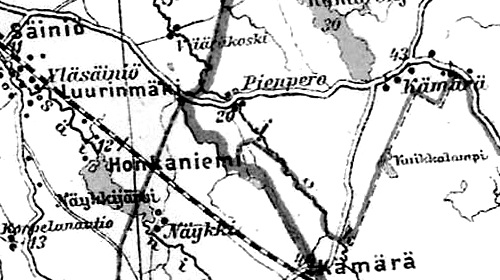
Посёлок Хонканиеми на финской карте 1923 года

До 1939 года посёлок при станции Хонканиеми входил в состав Выборгского сельского округа Выборгской губернии Финляндской Республики.
26 февраля 1940 года близ посёлка состоялась битва при Хонканиеми — единственное танковое сражение в ходе советско-финской войны 1939−1940 гг..
С 1 декабря 1940 года по 31 октября 1944 года — в составе Карело-Финской ССР.
С 1 августа 1941 года по 30 июня 1944 года — финская оккупация.
Согласно данным 1966 и 1973 годов посёлок при станции Лебедевка входил в состав Черкасовского сельсовета.
Согласно данным 1990 года посёлок при станции Лебедевка входил в состав Гавриловского сельсовета.
В 1997 году в посёлке при станции Лебедевка Гавриловской волости проживали 127 человек, в 2002 году — 85 человек (русские — 98 %).
В 2007 году в посёлке при станции Лебедевка Гончаровского СП проживали 94 человека, в 2010 году — 120 человек.

## География
Посёлок расположен в центральной части района на автодороге 41К-206 (подъезд к ст. Лебедевка).
Расстояние до административного центра поселения — 10 км. 
В посёлке находится железнодорожная платформа Лебедевка. 
Посёлок находится на восточном берегу озера Лебединое.

## Демография
| 2007 | 2010 | 2017 | 2021 |
| ---- | ---- | ---- | ---- |
| 94   | ↗120 | ↘113 | ↗178 |

## Улицы
1-й Лебяжий проезд, 1-я Лесная, 1-я Озерная, 2-я Лесная, 2-я Озерная, 3-я Лесная, Весенняя, Кленовая, Лесной тупик, Лесной переулок, Ореховый проезд, Сельская, Сиреневый проезд, Сосновая, Хуторской тупик.